# Kennismanagement
Kennismanagement of kennisbeheer is het proces van het creëren, delen, gebruiken en beheren van de kennis en informatie van een organisatie. Het begrip verwijst naar een multidisciplinaire benadering voor het bereiken van organisatiedoelstellingen door kennis optimaal te benutten.
Investeringen in kennismanagement richten zich voornamelijk op organisatiedoelstellingen, zoals prestatieverbetering, concurrentievoordeel, innovatie, het delen van geleerde lessen en continue verbetering van de organisatie. Dergelijke investeringen overlappen met organisatorisch leren, maar verschillen hiervan door een grotere focus op het management van kennis als strategisch object en door het bevorderen van kennisdeling.

## Geschiedenis
Kennismanagement heeft een lange geschiedenis, bijvoorbeeld in de vorm van discussies op de werkvloer, beroepsgericht onderwijs, discussiefora, bedrijfsbibliotheken, professionele training en mentorprogramma´s. Met het toenemende gebruik van computers in de tweede helft van de 20e eeuw werden specifieke technologische toepassingen ingevoerd voor de verbetering van kennismanagement, zoals kennisbanken, expertsystemen, informatierepositoria, groepsbeslissingsondersteunende systemen, intranet en Computer-supported cooperative work.
In 1999 werd het begrip persoonlijk kennismanagement geïntroduceerd. Deze term heeft betrekking op kennismanagement op individueel niveau.

## Onderzoek
Kennismanagement als wetenschappelijke discipline maakte opgang in de vroege jaren 1990. Er bestaan verscheidene benaderingen voor kennismanagement afhankelijk van de auteur en het instituut. Onafhankelijk van de denkschool bestaan de kernonderdelen van kennismanagement grofweg uit mensen/cultuur, processen/structuur en technologie. De details verschillen naargelang het gehanteerde perspectief. Perspectieven voor kennismanagement zijn onder meer:
- Praktijkgemeenschap (community of practice)
- Sociale netwerkanalyse
- Intellectueel kapitaal
- Informatietheorie
- Complexiteitswetenschap
- Constructivisme

## Kennismanagementliteratuur
De kennismanagementliteratuur onderscheidt drie niveaus waarop geleerd kan worden: als individu, als groep/organisatie en als maatschappij/wetenschap.

### Individueel
Er zijn drie manieren waarop individueel geleerd kan worden:
1. Single loop (enkele lus): het oplossen van bekende problemen.
2. Double loop (dubbele lus): het vernieuwen van een aangetroffen situatie, oftewel het oplossen van tot dan toe onbekende problemen. In tegenstelling tot single loop learning trekt men aannames in twijfel en vergelijkt men theorieën om met een nieuwe theorie te komen.
3. Deutero: beter (effectiever en efficiënter) leren via single en double loop te leren. Oftewel, het leerproces leren verbeteren: het beter herkennen en corrigeren van fouten (single loop) en een betere reflectie van theorieën (double loop).

Hoewel de termen single en double loop veel gebruikt worden, zijn er ook auteurs geweest die, met toevoeging van enkele nuanceverschillen, andere termen hanteerden, bijvoorbeeld learning I en learning II (Gregory Bateson), higher en lower level learning (Marlene Fiol en Marjorie Lyles), generatief en adaptief leren (Peter Senge) en tactisch en strategisch leren (Mark Dodgson). Globaal gezien slaan al deze termen op het concept van single en double loop learning.
Douglas Hofstadter en Emmanuel Sander stellen dat leren plaatsvindt via analogieën. Dit heeft implicaties voor kennismanagement. Vele organisaties trachten hun ervaringen te verankeren door procedures. Dat lukt slechts in beperkte mate.

### Als groep of organisatie
Nonaka en Tackeuchi gaven vier leerprocessen waarbij kennis wordt overgedragen en vergaard.
1. Externaliseren, van impliciete kennis naar expliciete kennis.
2. Combineren, van expliciete kennis naar expliciete kennis.
3. Internaliseren, van expliciete kennis naar impliciete kennis.
4. Socialiseren, van impliciete kennis naar impliciete kennis.

De achterliggende gedachte van Nonaka en Takeuchi is dat Westerse managers zich meer zouden moeten openstellen voor beelden, metaforen, subjectieve inzichten, ervaringen en intuïties in het leerproces van haar werknemers. Ze zouden af moeten van het idee dat leren slechts bestaat uit onderwijs en training.
De lerende organisatie is een voorbeeld van een groep waarin kennis goed overgedragen en vergaard wordt. Dit vereist kennisbeleid en een kennisinfrastructuur.

## Dimensies

De Kennisspiraal van Nonaka en Takeuchi

Er zijn meerdere conceptuele kaders voor het onderscheiden van verschillende typen kennis. Een voorgesteld kader voor het categoriseren van de dimensies van kennis onderscheidt onbewuste kennis en expliciete kennis.
Ikujiro Nonaka introduceerde het SECI-model (Socialisatie, Externalisering, Combinatie, Internalisering), dat uitgaat van een interactie tussen expliciete kennis en onbewuste kennis. In dit model volgt kennis een cyclus waarin onbewuste kennis wordt geëxtraheerd om expliciet te worden, en wordt expliciete kennis ‘geherinternaliseerd´ tot onbewuste kennis.

## Strategieën
Organisaties kunnen gebruikmaken van diverse strategieën en instrumenten voor kennismanagement, waaronder:
- Kennisdeling; het stimuleren van een cultuur waarin kennis wordt uitgewisseld, gestoeld op het idee dat kennis niet onherroepelijk is en dus geactualiseerd moet worden om relevant te blijven
- Toegankelijkheid en architectuur; de fysieke werksituatie kan faciliterend of juist belemmerend werken voor kennisdeling
- Storytelling als methode voor het overdragen van onbewuste kennis
- Projectoverstijgend leren
- After action reviews
- Het in kaart brengen van kennisrepositoria die voor een organisatie toegankelijk zijn
- Praktijkgemeenschappen/communities of practice
- Expertsystemen
- Best practices
- Kennisbeurzen/congressen
- Competentiemanagement; systematische evaluatie en planning van de competenties van individuele organisatieleden
- Meester-gezelrelaties, mentorbegeleiding
- Groupware
- Kennisbanken
- Het meten en rapporteren van intellectueel kapitaal
- ´Kennismakelaars´; organisatieleden die verantwoordelijk zijn voor een specifiek kennisveld en hiervoor het aanspreekpunt zijn

## Redenen
Veelvoorkomende redenen voor het toepassen van kennismanagement door organisaties zijn:
- Het beschikbaar maken van meer kennis voor de ontwikkeling van producten en diensten
- Bewerkstelliging van kortere ontwikkelingscycli
- Het faciliteren en beheren van innovatie en organisatorisch leren
- Benutting van de uiteenlopende expertises binnen een organisatie
- Toename van connecties in sociale netwerken tussen interne en externe individuen
- Mogelijkheden creëren voor medewerkers om relevante inzichten en ideeën te verwerven die bruikbaar zijn voor hun werk
- Oplossing van hardnekkige of ongestructureerde problemen
- Beheer van het intellectueel kapitaal van de medewerkers